# Vodice (Smederevska Palanka)
Pour les articles homonymes, voir Vodice.
Vodice (en serbe cyrillique : Водице) est un village de Serbie situé dans la municipalité de Smederevska Palanka, district de Podunavlje. Au recensement de 2011, il comptait 881 habitants.

## Géographie
Vodice est situé au sud de Smederevska Palanka.

## Histoire
Vodice est mentionné pour la première fois en 1818 ; la localité comptait alors 17 foyers et, en 1844, 42, soit 278 habitants. En 1863, le village comptait 83 foyers, soit 336 habitants. 
Une des plus anciennes familles de Vodice est la famille Todorović. Pera Todorović (1852-1907), homme politique et journaliste, fut l'un des fondateurs du Parti radical national et l'un des premiers partisans de Svetozar Marković, une des figures socialistes les plus importantes de la Serbie du XIXe siècle.

## Démographie

### Évolution historique de la population
| 1948  | 1953  | 1961  | 1971  | 1981  | 1991  | 2002 | 2011 |
| ----- | ----- | ----- | ----- | ----- | ----- | ---- | ---- |
| 1 050 | 1 098 | 1 186 | 1 083 | 1 068 | 1 011 | 930  | 881  |

|  |